# Hardap
Hardap je jedním ze čtrnácti regionů Namibie, jeho hlavním městem je Mariental. Hardap zahrnuje obec Mariental, města Rehoboth a Aranos a samosprávné vesnice Gibeon, Gochas, Kalkrand, Stampriet a Maltahöhe. Nachází se zde přehrada Hardap.

## Přírodní poměry
Hardap se táhne po celé šířce Namibie, od Atlantského oceánu na západě až po východní státní hranici Namibie. Na severovýchodě sousedí s okresem Kgalagadi v Botswaně a na jihovýchodě sousedí s provincií Severní Kapsko v Jihoafrické republice. Na vnitrostátní půdě sousedí s těmito regiony:
- Erongo – severozápad
- Khomas – sever centrální
- Omaheke – severovýchod
- ǁKaras – jih

## Politika
V roce 2020 měl Hardap 52 534 registrovaných voličů. Region se skládá z osmi volebních obvodů:
- Gibeon
- Mariental Rural
- Mariental Urban
- Rehoboth Rural
- Rehoboth Urban East
- Rehoboth Urban West
- Aranos (vytvořeno v roce 2013)
- hardapské konstituceDaweb (vytvořeno v roce 2013)

hardapské konstituce

Stejně jako ve všech ostatních regionech byla SWAPO zdaleka nejsilnější politickou stranou od získání namibijské nezávislosti. V únoru 2009 byl tehdejší guvernér Hanse-Himarwa odsouzen Národní společností pro lidská práva Namibie za to, že prohlásil region Hardap za "území SWAPO" a vyzval své příznivce, aby nedovolili jiným politickým stranám "napadnout" tento region.

### Prezidentské volby
V prezidentských volbách v roce 2004 region podpořil Hifikepunye Pohambu ze strany SWAPO těsnou absolutní většinou hlasů (52 %), následovaný Benem Ulengou z Kongresu demokratů (21 %) a Katuutire Kaura z Demokratické aliance Turnhalle (16 %). Čtyři další kandidáti se spojili pro 11 %.

### Regionální volby
V regionálních volbách do National Assembly of Namibia v roce 2004 zvítězila strana SWAPO ve všech šesti volebních obvodech.
V regionálních volbách v roce 2015 získala SWAPO 65 % všech hlasů (2010: 60 %) a zvítězila v sedmi z osmi volebních obvodů, přičemž pouze Rehoboth Urban West těsně vyhrála opozice.  V regionálních volbách v roce 2020 bylo nejsilnější stranou
Stejně jako ve všech ostatních regionech byla SWAPO zdaleka nejsilnější politickou stranou od získání namibijské nezávislosti. V únoru 2009 byl tehdejší guvernér Hanse-Himarwa odsouzen Národní společností pro lidská práva Namibie za to, že prohlásil region Hardap za "území SWAPO" a vyzval své příznivce, aby nedovolili jiným politickým stranám "napadnout" tento region.

### Guvernéři
- Katrina Hanse-Himarwa (2004–2015)
- Esme Sophia Isaacková (2015–2020)
- Salomon April (2020–současnost)

## Školství
V Hardapu je 55 škol s celkovým počtem 21 886 žáků. Region má dobrou infrastrukturu s dobře rozvinutou silniční síť.

## Obyvatelstvo a ekonomika
Dle sčítání lidu a obydlí v Namibii v roce 2001 žilo v Hardapu 68 249 obyvatel (33 665 žen a 34 579 mužů nebo 103 mužů na každých 100 žen) a rostlo to ročním tempem 0,3 %. Míra plodnosti byla 3,6 dítěte na ženu. 46 % žilo v městských oblastech, zatímco 54 % žilo ve venkovských oblastech, a na ploše 109 651km2 byla hustota zalidnění 0,6 osoby na km2. Podle věku bylo 13 % populace mladší 5 let, 23 % ve věku 5 až 14 let, 55 % ve věku 15 až 59 let a 8 % ve věku 60 let a starších. Obyvatelstvo bylo rozděleno do 15 039 domácností s průměrnou velikostí 4,4 osoby. V čele domácnosti stála žena 34 % domácností, zatímco 66 % mělo muže. U osob starších 15 let se 54 % nikdy neoženilo, 30 % se oženilo s certifikátem, 1 % se oženilo tradičně, 9 % se vzalo konsenzuálně, 2 % byla rozvedená nebo rozvedená a 4 % ovdověla.

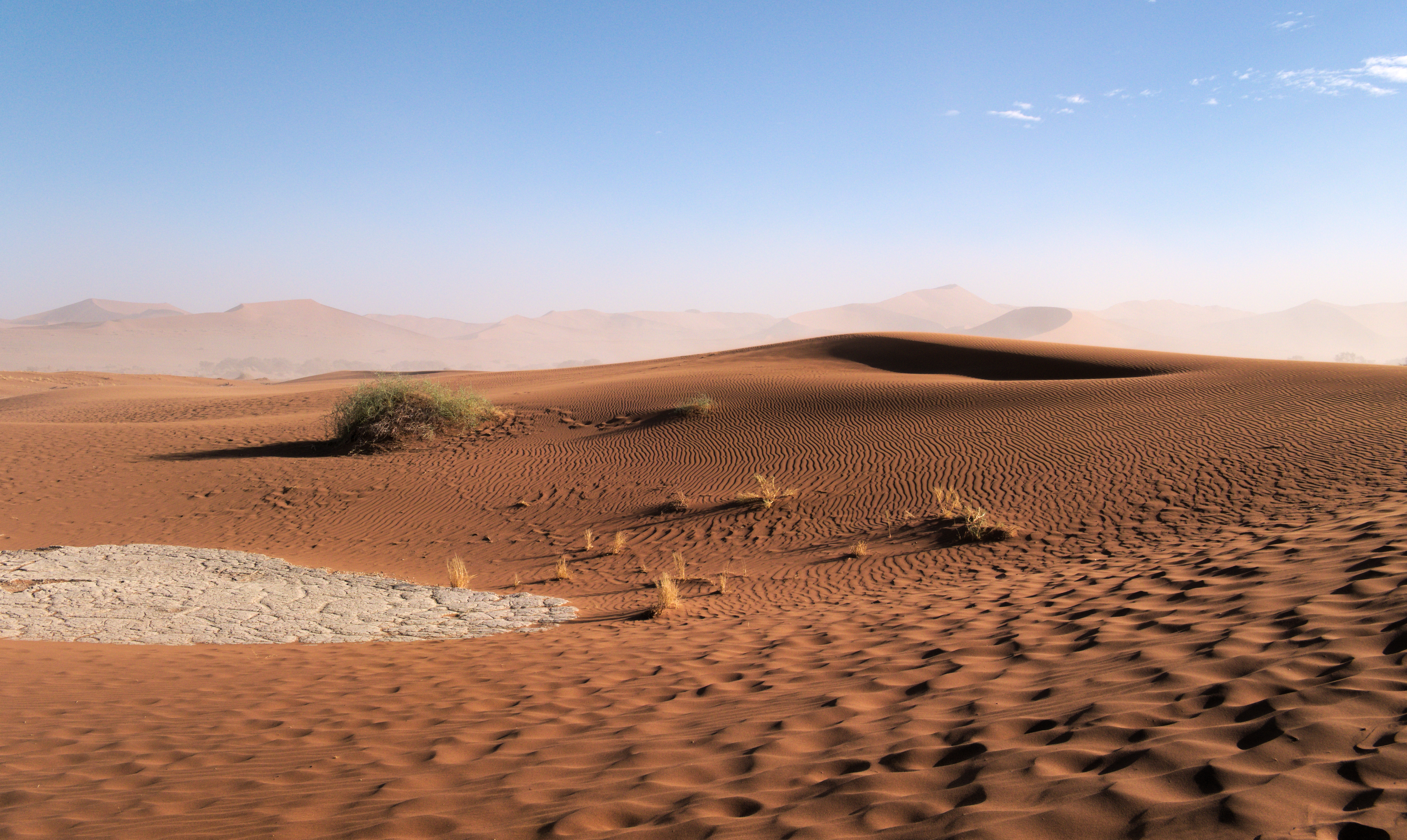
poušť Sossusvlei

Nejrozšířenějšími jazyky v domácnosti byly afrikánština (44 % domácností) a Nama/Damara (44 %). U osob starších 15 let byla míra gramotnosti 83 %. Téměř polovina populace pochází z barevných a bílých namibijských skupin. Pokud jde o vzdělání, 84 % dívek a 83 % chlapců ve věku 6–15 let navštěvovalo školu a z dětí starších 15 let 73 % školu opustilo, 9 % v současné době navštěvuje školu a 13 % ji nikdy nenavštěvovalo.
V roce 2001 byla míra zaměstnanosti pracovní síly (64 % lidí ve věku 15+) 66 % zaměstnaných a 34 % nezaměstnaných. U lidí ve věku 15+ let, kteří nejsou součástí pracovní síly (29 %), bylo 29 % studentů, 37 % žen v domácnosti a 33 % důchodců, příliš starých atd. Podle průzkumu pracovních sil v Namibii z roku 2012 činila nezaměstnanost v regionu Hardap 28,8 %. Tyto dvě studie nejsou metodologicky srovnatelné.
Mezi domácnostmi mělo 95 % nezávadnou vodu, 34 % žádné toalety, 51 % elektřinu na svícení, 77 % přístup k rádiu a 20 % mělo dřevo nebo dřevěné uhlí na vaření. Pokud jde o hlavní zdroje příjmů domácností, 9 % je pocházelo ze zemědělství, 61 % ze mezd a platů, 7 % z peněžních převodů, 5 % z podnikání nebo jiných nezemědělských činností a 15 % z důchodu.

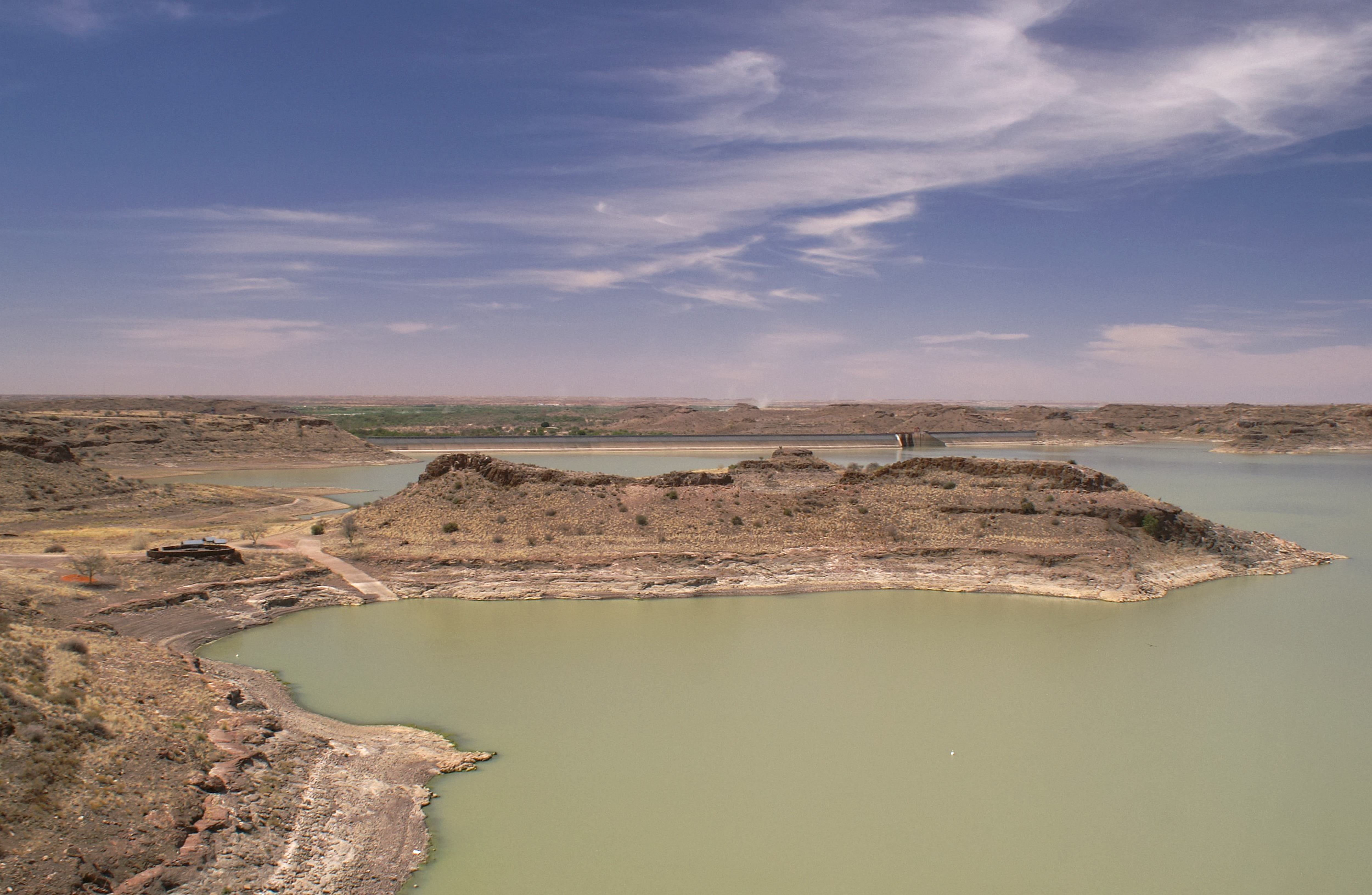
přehrada Hardap

Na každých 1000 živě narozených dětí připadalo 62 úmrtí u dívek a 64 u chlapců. Naděje dožití při narození byla 53 let u žen a 51 let u mužů. Mezi dětmi mladšími 15 let ztratila 4 % matku, 6 % otce a 1 % osiřelo od obou rodičů. 6 % celé populace mělo zdravotní postižení, z toho 19 % bylo neslyšících, 47 % slepých, 7 % mělo vadu řeči, 10 % postižení rukou, 28 % postižení nohou a 6 % mentální postižení.